# Западня (фильм, 1999)
«Западня» (англ. Entrapment) — американский кинофильм 1999 года режиссёра Джона Эмиела о приключениях двух воров произведений искусства. Главные роли в фильме исполнили Шон Коннери и Кэтрин Зета-Джонс.

## Сюжет
Роберт МакДугал по кличке «Мак» (Шон Коннери) — пожилой мужчина с импозантной внешностью и страстью к произведениям искусства, в преступных кругах известен как выдающийся вор международного масштаба. Вирджиния Бейкер (К. Зета-Джонс) — молодая и симпатичная дознавательница страховой компании, в свободное от работы время — весьма преуспевающая воровка всё тех же произведений искусства. Когда происходит кража одного из бесценных полотен Рембрандта, подозрение (благодаря бурной деятельности Вирджинии) сразу же падает на Мака. Бейкер убеждает начальство, что она сможет взять МакДугала с поличным, заманив его в западню, и сдать полиции.
Однако все попытки Бейкер проследить за МакДугалом заканчиваются тем, что он приходит к ней первым (прокравшись в её спальню под покровом ночи), дабы задать ей несколько вопросов. Джин в ответ предлагает ему совместное дело ценой в несколько миллионов долларов. После небольшой проверки квалификации воровки Мак соглашается на сотрудничество. Объектом выбрана старинная китайская золотая маска. В своём уединённом замке Мак тренирует Джин на акробатическое преодоление полосы препятствий из паутины сигнализаций лазерной системы защиты. Джин усердно тренируется, обдумывая, как бы заложить Мака. Мак подозревает, что Джин что-то задумала.
После успешного ограбления между героями появляется романтическая связь. В канун празднования нового 2000 года они решают провернуть ещё одно ограбление — украсть восемь миллиардов долларов из банка в Куала-Лумпуре в Малайзии, где Вирджиния отдаёт маску своему нанимателю, но обнаруживается, что это подделка. Джин понимает, что Роберт заменил её и забрал себе. Она избивает Мака, но прощает. Им удаётся украсть деньги, но Мак отстаёт и назначает ей встречу следующим утром на вокзале. Прибыв на вокзал в назначенное время, Вирджинию встречают Мак и агенты ФБР. Роберт помогает ей сбежать.

## В ролях
- Шон Коннери — Роберт Макдугал
- Кэтрин Зета-Джонс — Вирджиния Бейкер
- Винг Рэймс — Аарон Тибаду, приятель и партнёр Мака в некоторых аферах
- Уилл Пэттон — Гектор Круз
- Мори Чайкин — Конрад Грин
- Кевин Макнелли — Гас

## Награды и номинации
- Шон Коннери и Кэтрин Зета-Джонс номинированы в 2000 году на «Золотую малину» в номинациях Худшая актриса и Худший актёрский дуэт.
- European Film Awards (Приз зрительских симпатий) 1999 Шон Коннери и Кэтрин Зета-Джонс.